# ピーチ (ゲームキャラクター)

ピーチのシンボルマーク

ピーチ（Peach）は、任天堂のコンピュータゲーム・マリオシリーズに登場する架空の人物。ピーチ姫（Princess Peach）とも呼称される。

## 概要
マリオシリーズのヒロインで、キノコ王国の姫。一人称は「わたし」または「わたくし」。
年齢は不詳。ゲーム上ではトップシークレットとなっている。
キノコ王国侵略を企む悪役の大魔王クッパから好意を抱かれており、その度にクッパから何度となくさらわれることになり、よくさらわれる人物と描写されている。多くの場合、さらわれた彼女を救出することがゲームの目的となる。ただし作品によってはさらわれないものもある。
『スーパーマリオサンシャイン』などの作品では彼女の執事であるキノじいと共に登場しており、彼からは普段からさらわれやすいということもあって常に身の安全について心配されている。
なお、初登場作品である『スーパーマリオブラザーズ』やその続編の『スーパーマリオブラザーズ2』などでは、クッパの魔法によって岩やブロックなどに姿を変えられたキノコ王国民を元に戻す能力を持っており、そのためにクッパに囚われているという設定であった。
性格設定は、基本的に心優しくお淑やかとされており、作品ごとに差異が見受けられる。後述のように、初期作品はお転婆な面が描写されることが多い。しかし現在の作品でも、上品というよりお転婆やマイペースに近い極端な性格描写がされることもある。『スーパーマリオRPG』では泣き虫な面が強調されていた。ケーキ作りや料理が好き。
2005年の『スーパープリンセスピーチ』や2024年の『プリンセスピーチ Showtime!』では主役を務めた。
任天堂の公式ホームページで展開されているゲーム紹介動画『ニャニャニャ! ネコマリオタイム』ではネコマリオと一緒にネコピーチとして登場している。解説者としての立場がメインとなっているが、時折マリオを攻めたり、場をまとめたりする。「嘘でしょ!?」が口癖。

### 外見的特徴
ブロンド（金髪）のロングヘアー（一部の作品では茶髪だったり、ポニーテールになっている）、青い瞳とピンクのドレス、大きなイヤリングが特徴で容姿端麗な美女。
服は多くの種類があり、ドレスのバリエーションは『スーパーマリオサンシャイン』で使ったノースリーブのドレス（夏服）、基本的なスポーツゲームで使うミニスカートのワンピース（初期はドレスに近いデザインのミニスカートで、現在はノースリーブのものとなっている）やノースリーブとショートパンツの運動服、『マリオ&ソニック AT バンクーバーオリンピック』の競技で使用したミニスカート、『マリオ&ソニック AT ロンドンオリンピック』の体操・水泳競技で使用したレオタードと水着（レオタードも水着もデザインは全く同じ）がある。『スーパーマリオストライカーズ』からは完全に作品ごとのスポーツに特化したタイプの服も登場するようになり（王冠はつけたまま）、『スーパーマリオ 3Dシリーズ』では変身し変化したドレスも登場し、『スーパーマリオ 3Dワールド』では変身し全く別の服になったピーチも登場した。『大乱闘スマッシュブラザーズシリーズ』（『DX』以降）ではフィギュアという設定で金箔模様にレースのデザインで参戦。
変身と関係無くドレスと関係の無い服を着ることも『ドクターマリオ』の時点であり、『ドクターマリオ』ではゲーム中には登場しないものの、ナース服を着たピーチのイメージイラストがある。他にも『KYOTO CMEX 2009』のイラストでの着物姿、『Newニンテンドー3DS』のPRでの白と黒のボーダー柄ワンピース姿などがある。『スーパーマリオ オデッセイ』では旅行用に用意した様々な種類の服を着ている。

## ゲーム中の役割
毎度クッパにさらわれるピーチだが、初期設定ではお転婆な性格で『スーパーマリオUSA』ではプレイヤーとして初参戦。空中を数秒間フワフワと飛ぶ能力を披露している。『スーパーマリオRPG』ではビンタグローブやパラソル、センス、フライパンなどを武器として使い、『スーパーペーパーマリオ』でもパラソルを武器として用い、マリオやクッパ、ルイージと共に冒険の旅も果たす。『スーパーマリオ 3Dワールド』では純粋なアクションゲームにおいて久々のプレイヤーとして参戦。空中をフワフワと飛ぶ能力が健在の他、側転といったマリオが行っているアクションもできるようになった。
ゲームジャンルやストーリーなどのため自活的に動く作品では活動的に描かれることがある。『ペーパーマリオ』シリーズでは、行動的であるが性格の優しさも他のシリーズより強調されているという、中間的な性格の描写がされている。また『マリオストーリー』では「もっとおしとやかと思ったらそうでもないんですね」と指摘されて非常に焦り、『スーパーペーパーマリオ』のストーリー中においては怒らせるとかなり怖い性格となっている。
『大乱闘スマッシュブラザーズシリーズ』（『DX』以降）にも、本人を模した「フィギュア」という設定で参戦。ワザには登場作品の要素があり『スーパーマリオUSA』の空中浮遊や野菜ひっこ抜き『スーパーマリオRPG』のパラソルやフライパン『マリオゴルフシリーズ』のゴルフクラブ、『マリオテニスシリーズ』のテニスラケットを取り入れている。任天堂の公式ホームページで展開されているゲーム紹介動画『ニャニャニャ!ネコマリオタイム』で（ネコ）ピーチ自身が「上品なワザの数々」として紹介（『大乱闘スマッシュブラザーズ for Nintendo 3DS/Wii U』ピーチの紹介動画）。
クッパやその他の悪役キャラクターに何回もさらわれているが、2005年に発売された『スーパープリンセスピーチ』では初の主役を務める。以前までと立場が逆転し、マリオやルイージ、キノピオを救出するために4つの「きぶん」「喜怒哀楽パワー」を使い、カッサーと共に自らクッパへ立ち向かっている。2024年に発売された2作目の主役作品『プリンセスピーチ Showtime!』では妖精ステラから授かったリボンの力を使い、剣士や忍者など10以上の様々な姿に変身し、グレープ劇団からキラメキ劇場を取り戻すために立ち向かった。
『マリオ+ラビッツ キングダムバトル』ではプレイヤーキャラクターの一人となり、武器を身につけてマリオたちと共闘する。

## 派生型のピーチ

### ベビィピーチ
『マリオ&ルイージRPG2』から、ピーチの幼少版であるベビィピーチが登場した。王冠をかぶっていることやおしとやかな点はピーチと同様だが、ヘアースタイルが異なり短髪となっている。ベビィマリオ、ベビィルイージと違いおしゃぶりをしている。
『マリオ&ルイージRPG2』と『ヨッシーアイランドDS』ではベビィ服を着ていたが、『マリオカートWii』以降はピーチのドレス（ワンピース）に近いコスチュームで靴を履いて登場している。
『スーパーマリオスタジアム ファミリーベースボール』ではベビィデイジーと一緒にピーチリンクでかくれんぼをしている。

### カゲの女王
『ペーパーマリオRPG』のラストボスとして登場。1000年前の世界を支配して闇に覆いつくした魔物「カゲの女王」の魂がピーチに憑依し、その身体を乗っ取ったもの。カゲの女王は魂だけの状態で封印されていたため、封印を解いた後には新たな身体を必要としており、カゲの女王を利用しようと企んでいたバツガルフがピーチに憑依させた。カゲの女王の絶大な魔力によってピーチの意識は押さえ込まれており、ピーチの自我はほとんど無い。
憑依後は服装が変化しており、漆黒のドレスをまとい、襟飾りやマントなど新たな装飾も加わっている。最初は、服装以外はピーチそのものの状態だが、時間が経ってカゲの女王が本来の力が目覚めると、カゲの女王の魂および元々の姿と思われる巨大な女性の影が発生・実体化してピーチを覆い、ピーチ本体の姿はほとんど見えなくなる。
ピーチの身体は適性が高かったようで、最初カゲの女王は強大な力を存分に振るったが、マリオたちの意思に反応したスターストーンで世界中の願いの力が集まると、ピーチの身体、およびかすかに残った意識もカゲの女王に抵抗し始めて、うまく力を使うことができなくなった。カゲの女王が完全に滅んだ後は、傷もなく元の姿に戻っていた。

### ピンクゴールドピーチ
『マリオカート8』にプレイヤーキャラクターとして登場。メタルマリオと同じように身体が金属化したピーチ。銀一色のメタルマリオとは異なり、名前のように体色がピンクゴールド風のメタリックカラーになっている。体型はピーチと変わらないが、重量級となっている。
『マリオスポーツ スーパースターズ』では隠しキャラクターとして登場する。パワー重視であり、テニス競技ではパワータイプの女性キャラクターの位置付けをロゼッタから譲り受けている。

### ミニピーチ
『マリオvs.ドンキーコング2 ミニミニ大行進!』から登場する人形のピーチ。

### パワーアップ
『スーパーマリオ 3Dワールド』では変身アイテムを得ることで「ファイアピーチ」、「ネコピーチ」などマリオ同様のパワーアップ（変身）を使用できるようになった。
任天堂公式サイトで配信されている『ニャニャニャ! ネコマリオタイム』では、上記の変身形態を元にしたネコマリオとネコピーチが司会進行役として登場する。また『マリオカート8』では有料DLCとして、「ネコピーチ」がプレイヤーキャラクターとして登場する。

## 関連キャラクター
マリオ
いつも彼女を助けに来てくれるヒーロー。『スーパーマリオカート』を始めとするいくつかの作品で何度も対決するなど、ライバルとしての側面も強くなってきているが、それでも当初からマリオに対しての信頼は変わっていない。
ルイージ
マリオの弟。ルイージ主体でゲームを進めた場合にピーチを救う。マリオ同様基本的には仲が良く、丁寧に接している。
一方で、多くの作品ではピーチから招待されたのがマリオだけという場合が多く、『スーパーマリオギャラクシー』では助けに向かうルイージに対する手紙の宛名がマリオになっており、『New スーパーマリオブラザーズ Wii』のエンディングでは彼女を迎えにきたのに置いてけぼりにされるなど（ただし、これはルイージ自身が気球のドアを閉めてしまったのもある）、マリオほど信頼されていないところが描写されている。
クッパ
クッパ軍団を統べる大魔王。懲りもせずに毎度ピーチをさらい、時には目的がはっきりせず連れ去ることもある。先述のように、初期は自らの魔法を解くことができる彼女の圧倒的な魔力を恐れ誘拐していたが、途中からは好意ゆえに誘拐している。ただし、いくつかの作品では、宿敵であるマリオと決着を付けることを第一目的に、さらっている展開もある。
ピーチを誘拐している間は基本的に彼女に危害を加える行動は取らないが、誘拐していない時（主にピーチがプレイアブルキャラとして登場している作品）は彼女にも容赦なく危害を加える行動を取る。
『スーパーマリオサンシャイン』では息子のクッパJr.を喜ばすために「ピーチがJr.の母親」と嘘をついて誘拐させている。
直接城に乗り込んで誘拐する、マリオとはぐれたところを誘拐する、城ごと誘拐するなどあらゆる手段でさらっていく。ピーチを我が物にしたいようだが、『スーパーペーパーマリオ』の「黒のヨゲン書」には「絶対に結ばれない」と記されている。
『マリオ&ルイージRPG ペーパーマリオMIX』ではペーパーピーチ共々、クッパのコンビにさらわれてしまう。
ワリオ
自称マリオのライバルかつ幼馴染を名乗る大柄な男。
『スーパーマリオスタジアム』では相性が悪い設定になっているが、ワリオは『スーパーマリオ64DS』で彼女に対して親切な態度をみせており他にも『いただきストリート』では彼女にキスを求めるなどしておりワリオの方は好意を抱いているようである。
キノコ族
ピーチの部下であり、主に以下のような者がいる。
キノピオ
ピーチに仕える者たちで、時として体を張りピーチを守る。しかし温和な性格が災いし、基本的に彼女が何者かに攫われているときには何もできていないことも多い。例として、『スーパーマリオギャラクシー』ではストーリーの冒頭で、ピーチがクッパに襲われた際に彼女の後ろに隠れて怖がっている描写がある。
個人差はあり、『Newスーパーマリオブラザーズ Wii』の黄キノピオと青キノピオなど自らクッパ軍団に立ち向かう勇敢さのある者も存在する。
キノじい
ピーチの側近を務めている。いつもピーチの身を守る様子だが、時には彼女から口煩く思われている（ピーチいわく「カタブツ」）。
キノピコ
キノピコにとってピーチは「頼れるお姉さん」。『ファミリーベースボール』ではピーチを助けるために他のキャラクターはクッパJr.を恐れてマリオに一緒になることを拒んでいたが、「ダメと言われてもついて行くから」と自ら仲間に入れてもらうことを志願する場面があった。『New スーパーマリオブラザーズ U デラックス』では、スーパークラウンを取得するとピーチに酷似した姿のキノピーチに変身する。
ヨッシー
『スーパーマリオワールド』にて、マリオブラザーズの付添いとしてピーチ救出の手助けを行う。キノコ城に呼んであげたなどの繋がりがある。
デイジー
サラサ・ランドの姫。『マリオテニス64』、『マリオカート ダブルダッシュ!!』などでコンビを組んでいる。ピーチとの仲はとても良く、ピーチから「大事な友達」と大切に思われている。
ロゼッタ
『スーパーマリオギャラクシー』より登場している女性キャラクター。ピーチのことを「大切な人」と呼び、マリオが救出する手助けを行う。
カッサー
『スーパープリンセスピーチ』でピーチの相棒役を担う不思議な傘。ピーチのことを「ピーチ姫様」と呼ぶ。『伝説のスタフィー4』の着せ替えでは、ピーチの衣装に、カッサーを持ったグッズがある。なお、カッサーの夢では、正体は不思議な力を持つ少年で、ワルモノたちに魔法に掛かり傘になったという。映像で確認することが可能になっている。
ステラ
『プリンセスピーチ showtime!』でピーチの2代目の相棒役を担う、劇場を守るキラメキの妖精。ピーチのことを「ピーチ」と呼ぶ。人に宿るキラメキの力を引き出すことができる。劇場を取り戻すため、ピーチとともにグレープ劇団によって奪われた舞台へ乗り込む。
イエロースター
『マリオ&ルイージRPG3!!!』から登場する案内役を担う宇宙の守護する精霊。ピーチのことを「ピーチ姫」と呼ぶ。カッサーやステラを借りた特別な能力とは異なり、ピーチのサポート役を担うスターパワーの能力で手助けをする。
ラビッツピーチ
『マリオ+ラビッツ キングダムバトル』に登場するウサギのようなキャラクター「ラビッツ」のうちの一種。ピーチのような姿をしている。
ゲラゲモーナ
『マリオ&ルイージRPG』に登場する魔女。ピーチの声を奪い、バクダン声に変えていった張本人。
ティアラ
『スーパーマリオ オデッセイ』に登場するカブロン人の女の子。ピーチとともにクッパに誘拐される。エンディング後はピーチと一緒に各国を旅して回っている。

## 登場作品
- スーパーマリオブラザーズ
  - スーパーマリオブラザーズデラックス
  - ファミコンミニ01 スーパーマリオブラザーズ
  - アーケードアーカイブス VS.スーパーマリオブラザーズ
- スーパーマリオブラザーズ2
  - ファミコンミニディスクシステムセレクション スーパーマリオブラザーズ2
- スーパーマリオブラザーズ3
  - スーパーマリオアドバンス4
- スーパーマリオワールド
  - スーパーマリオアドバンス2
- スーパーマリオUSA（プレイヤーキャラクターとして初登場）
  - スーパーマリオアドバンス
- スーパーマリオコレクション
- New スーパーマリオブラザーズ
- New スーパーマリオブラザーズ Wii
- New スーパーマリオブラザーズ 2
- New スーパーマリオブラザーズ U
  - New スーパールイージ U
  - New スーパーマリオブラザーズ U デラックス
- スーパーマリオメーカー
  - スーパーマリオメーカー for ニンテンドー3DS
- スーパーマリオメーカー2
- スーパーマリオ64
  - スーパーマリオ64DS
- スーパーマリオサンシャイン
- スーパーマリオギャラクシー
- スーパーマリオギャラクシー2
- スーパーマリオ 3Dランド
- スーパーマリオ 3Dワールド
- Super Mario Run
- スーパーマリオ オデッセイ
- スーパーマリオRPG
- ペーパーマリオシリーズ
- マリオ&ルイージRPGシリーズ（『2』ではベビィピーチが初登場）
- マリオ+ラビッツ キングダムバトル
- マリオ+ラビッツ ギャラクシーバトル
- マリオカートシリーズ（『Wii』ではベビィピーチ、『8』『8デラックス』ではベビィピーチ、ピンクゴールドピーチ、ネコピーチも登場）
- マリオパーティシリーズ
- マリオゴルフシリーズ
- マリオテニスシリーズ（『オープン』ではベビィピーチも登場）
- マリオストライカーズシリーズ
- スーパーマリオスタジアムシリーズ（『ファミリーベースボール』ではベビィピーチも登場）
- マリオスポーツ スーパースターズ（ピンクゴールドピーチも登場）
- マリオバスケ 3on3
- MARIO SPORTS MIX
- NBAストリートV3 マリオでダンク（英語版）（ゲストキャラクター）
- SSX On Tour with マリオ（ゲストキャラクター）
- マリオ&ソニック AT 北京オリンピック
- マリオ&ソニック AT バンクーバーオリンピック
- マリオ&ソニック AT ロンドンオリンピック
- マリオ&ソニック AT ソチオリンピック
- マリオ&ソニック AT リオオリンピック
- マリオ&ソニック AT 東京2020オリンピック
- ヨッシーのクッキー
- ヨッシーのロードハンティング
- マリオとワリオ
- ピクロス2
- レッキングクルー'98
- NINTENDOパズルコレクション
- スーパーマリオボール
- スーパープリンセスピーチ（初めて主役になった作品）
- ヨッシーアイランドDS
- 進め! キノピオ隊長
- ルイージマンション3
- プリンセスピーチ Showtime!（主役作品）
- ドクターマリオ ワールド
- ゲームボーイギャラリーシリーズ
- 大乱闘スマッシュブラザーズシリーズ（『DX』以降）
- 役満DS
  - Wi-Fi対応 役満DS
- いただきストリートDS
- いただきストリートWii
- パズル&ドラゴンズ スーパーマリオブラザーズ エディション
- クイックス
- F1レースゲームボーイ版
- ゼルダの伝説 夢をみる島（作中の写真として登場）
- 星のカービィ ウルトラスーパーデラックス（「はるかぜとともに」のサブゲームの観客として背景に登場）

## amiibo
- ピーチ（大乱闘スマッシュブラザーズシリーズ、2014年12月6日）
- ピーチ（スーパーマリオシリーズ、2015年3月12日）
- 『マリオスポーツ スーパースターズ』（amiiboカード、2017年3月30日）
- ピーチ【ウェディングスタイル】（スーパーマリオシリーズ、2017年10月27日）
- ネコピーチ(スーパーマリオシリーズ、2021年2月12日)

## 担当声優
ゲーム作品での配役
- ジョスリン・ベンフォード - 『ホテルマリオ』
- 向井真理子 - サテラビュー
- 春花亜少子 - 『マリオカート64』（日本版）、『マリオパーティ』、『マリオパーティ2』、『マリオカートアドバンス』
- レズリー・スワン - 『スーパーマリオ64』（DS版含む）、『マリオカート64』（日本国外版）、『スーパーペーパーマリオ』
- ジェン・テイラー - 『マリオゴルフ64』から『マリオカートDS』までのほぼ全作品、『マリオバスケ 3on3』、『マリオ&ソニック AT 北京オリンピック』
- ニコール・ミルズ - 『マリオ&ルイージRPG2』、『スーパーマリオストライカーズ』、『New スーパーマリオブラザーズ』、『ヨッシーアイランドDS』（ベビィピーチ）
- サマンサ・ケリー（別名：サム・キャリー） - 『マリオパーティ8』から『マリオ&ルイージRPG ブラザーシップ!』までのほぼ全作品
- コートニー・リン - 『マリオカート ワールド』

メディアミックス作品での配役
- 山瀬まみ - 劇場アニメ『スーパーマリオブラザーズ ピーチ姫救出大作戦!』
- アニャ・テイラー＝ジョイ - 劇場アニメ『ザ・スーパーマリオブラザーズ・ムービー』
- 志田有彩 - 劇場アニメ『ザ・スーパーマリオブラザーズ・ムービー』（特別日本語版）

ゲーム作品では専任声優として、1999年から2007年まではジェン・テイラーが、2007年から2025年まではサマンサ・ケリーが基本的に声を担当している。